# Agabiformius pulchellus
Agabiformius pulchellus är en kräftdjursart som först beskrevs av Dollfus 1892.  Agabiformius pulchellus ingår i släktet Agabiformius och familjen Porcellionidae. Inga underarter finns listade i Catalogue of Life.